# Carabodes femoralis
Carabodes femoralis är en kvalsterart som först beskrevs av Hercule Nicolet 1855.  Carabodes femoralis ingår i släktet Carabodes och familjen Carabodidae. Inga underarter finns listade.